# Turcolana pamphyliae
Turcolana pamphyliae là một loài chân đều trong họ Cirolanidae. Loài này được Botosaneanu & Notenboom miêu tả khoa học năm 1989.